# 黑緣刺鰍
黑緣刺鰍為輻鰭魚綱合鰓目刺鰍亞目刺鰍科的其中一種，分布於非洲尼日河上游、佛塔河流域，體長可達42.2公分，棲息在中底層水域，屬肉食性，可做為食用魚。

## 擴展閱讀
維基物種上的相關：黑緣刺鰍